# Ladcykel
En ladcykel er en type cykel karakteriseret ved at være monteret med et lad. Dette lad kan dreje sammen med styret, altså helt uafhængigt i forhold til stellet, eller være monteret som en del af stellet. Der findes små og store lad, som er lavet af krydsfiner med en vandafvisende overflade, eller af termoplast.
Der findes forskellige varianter af ladcyklen hvor den mest kendte er den med høj kasse. Nogle af disse har bænkesæde
til børn, og nogle bruges ligeledes som cykeltaxier. Mindre kendt er en model med lav kasse.
Foruden de trehulede findes også tohjulede ladcykler, hvor kassen sidder mellem for- og baghjul. Denne version er noget længere, til gengæld er den smallere hvilket skyldes at der ikke sidder hjul på hver side af kassen, som også er smallere. En longjohn er en sådan tohjulet ladcykel.